# Giovanni Battista Falda

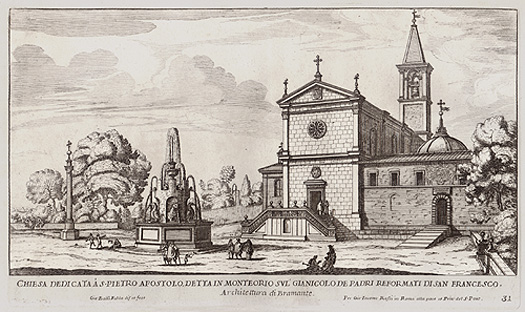
San Pietro in Montorio (gravyr från cirka 1670).

Giovanni Battista Falda, född 7 december 1643 i Valduggia, död 22 augusti 1678 i Rom, var en italiensk kartograf och gravör. Han utgav en rad gravyrer med vyer från Rom, bland annat kopparstick med kyrkor som centralmotiv, till exempel San Carlo ai Catinari.